# 莫圖奧內環礁
莫圖奧內環礁（Motu One），又称贝林豪森环礁（Bellinghausen），是南太平洋法屬波利尼西亞的環礁，屬於背風群島的一部分，位於馬努瓦埃環礁東北72公里，由莫皮蒂市镇管辖，面積2.3平方公里，島上無人居住。

## 外部連結
- （法文） Atoll list （页面存档备份，存于）
- Oceandots.com （页面存档备份，存于）

15°48′S 154°32′W / 15.800°S 154.533°W